# Karel Hynek Mácha
Karel Hynek Mácha (16 de novembre de 1810 - 5 de novembre de 1836) va ser un narrador i poeta txec del Romanticisme, autor del poema «Maig», («Máj»), el més reconegut de la poesia romàntica d'aquesta cultura. A Mácha se'l considera l'iniciador de la poesia txeca moderna.